# Sex & The City: The Original XXX Parody
Sex & The City: The Original XXX Parody ist eine amerikanische Porno-Parodie auf die US-amerikanische TV-Serie Sex and the City.

## Handlung
Carrie befindet sich in einer prekären Lage, als Mr. Big ein Stellenangebot in Los Angeles erhält. Carrie ist von den Nachrichten am Boden zerstört, bis Big ihr vorschlägt, mit ihm an die Westküste zu ziehen. Carrie ist hin- und hergerissen zwischen ihrem Wunsch, Mr. Big zu heiraten und ihren besten Freunden Samantha, Miranda und Charlotte die Treue zu halten. Sie beschließt, ihrem Herzen zu folgen und ihre Freundinnen für den Mann ihrer Träume zurückzulassen. Oder tut sie es doch nicht? Die Freundinnen wollen nicht zulassen, dass ein kleines Problem wie das Verlieben der Abhängigkeit von Carries Rat sowohl innerhalb als auch außerhalb des Schlafzimmers im Wege steht. Deshalb planen sie, Carrie zu zeigen, wie sehr sie sie brauchen. Natürlich sind die Mädels in ihren eigenen sexuellen Problemen bis zum Hals verstrickt.

## Produktion
Der Film wurde in Chatsworth in Los Angeles gedreht. Die Regie führte Lee Roy Myers für die Produktionsfirma New Sensations Video. Den Vertrieb übernahm Empire Supreme für Spanien und Valentine Video für Canda. Für die USA übernahm die Produktionsfirma auch den Vertrieb. Die Veröffentlichung erfolgte auf DVD.

## Wissenswertes
- Der Spielfilm enthält nur 5 Sexszenen und die Handlung steht im Vordergrund.
- Der Film war bei den AVN Awards 2011 in der Kategorie „Best All-Girl Group Sex Scene“ nominiert.
- Der Film wurde mit einem geschätzten Budget von 80,000 US-Dollar gedreht.